# ميدان الحرية (تبليسي)
ميدان الحرية (بالجورجية:თავისუფლების მოედანი) كان يعرف باسم ميدان يريفان خلال حكم الإمبراطورية الروسية وميدان لينين خلال الفترة السوفيتية ميدان يقع في وسط مدينة تبليسي في الطرف الشرقي لشارع روستافيلي، يعود تاريخ تشيد الميدان إلى أوائل القرن التاسع عشر الميلادي، يعتبر الميدان موقع سرقة بنك تيفليس عام 1907. ويعد أيضا مكان لمختلف المظاهرات الجماهيرية بما في ذلك تلك المتعلقة باستقلال جورجيا (من الاتحاد السوفياتي) وثورة الورد وغيرها. في عام 2005 كان الميدان الموقع الذي تحدث فيه الرئيس الأمريكي جورج بوش والرئيس الجورجي ميخائيل ساكاشفيلي إلى حشد من حوالي 100 ألف شخص احتفالاً بالذكرى الستين لانتهاء الحرب العالمية الثانية، وخلال ذلك ألقى فلاديمير أروتيونيان الأرميني الجورجي قنبلة على الرئيس بوش بينما كان يتحدث في محاولة فاشلة لاغتياله.

## معرض صور

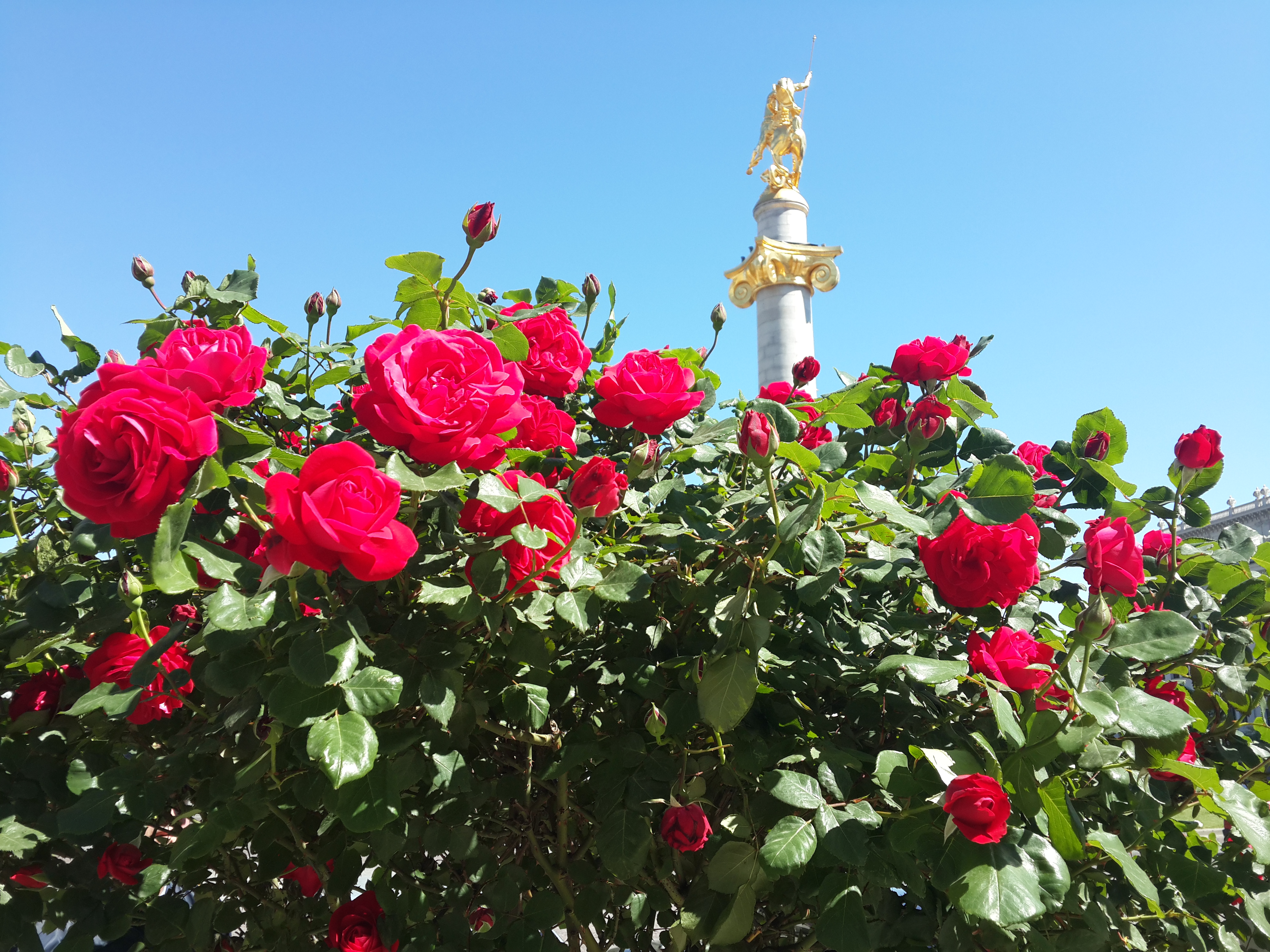
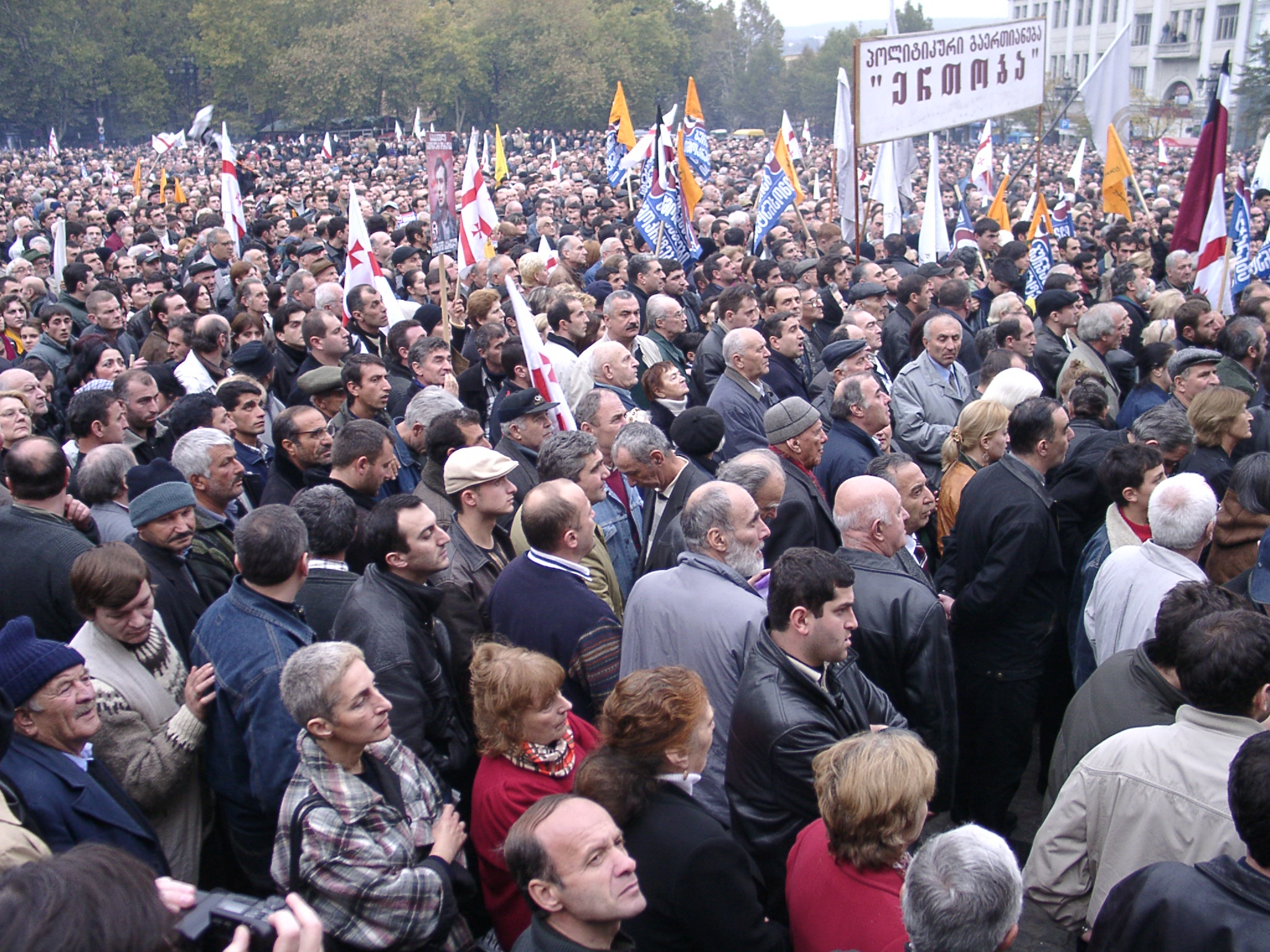
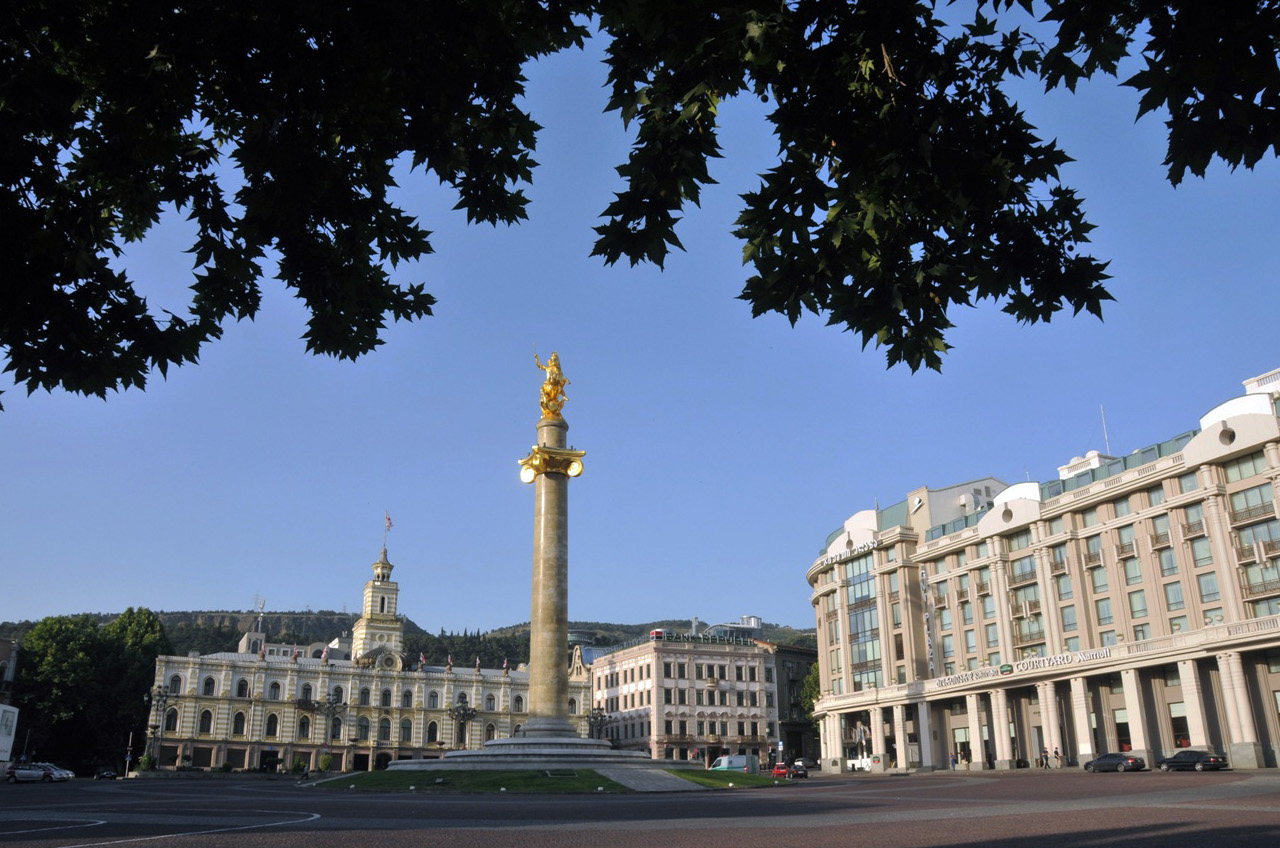